# Gunung Samarinda
Gunung Samarinda is een bestuurslaag in het regentschap Aceh Barat Daya van de provincie Atjeh, Indonesië. Gunung Samarinda telt 1.396 inwoners (volkstelling 2010).